# Carlos Spadaro
Carlos Spadaro (Lanús, 1902. február 5. – Lanús, 1985. november 15.), világbajnoki ezüstérmes argentin válogatott labdarúgó.
Az argentin válogatott tagjaként részt vett az 1930-as világbajnokságon.

## Sikerei, díjai
Argentína
- Világbajnoki döntős (1): 1930

## Külső hivatkozások
- Argentin keretek a Copa Américan rsssf.com
- Carlos Spadaro a FIFA.com honlapján Archiválva 2015. február 7-i dátummal a Wayback Machine-ben